# Брянов, Иван Иванович
Иван Иванович Брянов (1915—2012) — советский учёный и организатор в области авиационной и космической медицины, член специальной военно-врачебной комиссии ЦНИАГ по разработке системы медицинского отбора кандидатов в космонавты, участник отбора кандидатов в Первый отряд космонавтов СССР, доктор медицинских наук (1971), полковник медицинской службы (1964). Заслуженный врач РСФСР (1969).

## Биография
Родился 16 июня 1915 года в городе Аткарске, Саратовской губернии в дворянской семье.

### Образование и участие в Великой Отечественной войне
С 1936 по 1939 год обучался в Первом Московском медицинском институте, а с 1939 по 1941 год продолжил обучение на военном факультете Втором Московском медицинском институте.
С 1941 года участник Великой Отечественной войны в составе 762-го батальона аэродромного обслуживания Юго-Западного фронта в должности военного врача и в звании военврача 3-го ранга. С 1942 года служил в составе 646-го лёгко-бомбардировочного полка 208-й авиационной дивизии Воронежского фронта в должности старшего врача. С 1943 года в должности старшего врача служил в составе 210-го батальона аэродромного обслуживания и 718-го батальона аэродромного обслуживания 16-го района авиационного базирования 8-й воздушной армии 1-го и 4-го Украинского фронта в звании майора медицинской службы.

### В ЦНИАГ
С 1946 года после окончания курсов отоларингологии Центрального института усовершенствования врачей был направлен в Центральный научно-исследовательский авиационный госпиталь на должность старшего ординатора ушного отделения, с 1948 года — помощник начальника отдела врачебно-лётной экспертизы, с 1951 по 1960 год — старший научный сотрудник отдела врачебно-лётной экспертизы, 30 сентября 1959 года И. И. Брянов как ведущий специалист в области ЛОР-болезней был включён в состав специальной военно-врачебной комиссии перед которой была поставлена задача разработать систему медицинского отбора кандидатов в космонавты, и осуществить первый этап отбора космонавтов. С 1959 года И. И. Брянов принимал активное участие в отборе кандидатов в Первый отряд космонавтов СССР, в том числе Ю. А. Гагарина. С 1960 по 1967 год — начальник отоларингологического отделения, с 1967 по 1971 год — заместитель начальника научно-исследовательского отдела врачебно-лётной экспертизы и руководителем лаборатории вестибулометрических исследований ЦНИАГ.
17 июня 1961 года Указом Президиума Верховного Совета СССР «За успешное выполнение специального задания Правительства по созданию образцов ракетной техники, космического корабля-спутника "Восток" и осуществление первого в мире полёта этого корабля с человеком на борту» И. И. Брянов был награждён орденом Трудового Красного Знамени.

### Последующая деятельность в ИМБП РАН
С 1971 по 1992 год на научно-исследовательской работе в Институте медико-биологических проблем РАН в должностях заведующего сектором подготовки космонавтов гражданских ведомств и консультанта научно-организационного отдела, одновременно являясь — председателем экспертной комиссии этого института. И. И. Брянов внёс весомый вклад в формирование проектов и непосредственное медико-биологическое обеспечение пилотируемых космических полётов по различным космическим программам, в том числе на серии космических кораблей, предназначенных для пилотируемых полётов по околоземной орбите «Восток», «Восход» и «Союз», пилотируемых орбитальных научных станций, осуществлявших полёты в околоземном космическом пространстве с космонавтами и в автоматическом режиме «Салют», «Алмаз» и «Мир», занимался подготовкой космонавтов к советско-американскому полёту по программе «Союз — Аполлон» и космической программы «Интеркосмос». И. И. Брянов при обеспечении космических полётов занимался вопросами в области анализа влияния условий космического полёта длительной протяжённостью в условиях невесомости на основные физиологические функции человека, изучение нервно-эмоционального напряжения испытываемого космонавтами во время полёта, анализа психофизиологических реакций и работоспособности космонавтов на различных этапах полёта, исследования проверки эффективности методов отбора и подготовки космонавтов к условиям длительных полётов и возможности увеличения продолжительности полёта человека, проверка эффективности работы системы жизнеобеспечения кабины космического корабля.
В 1969 году Указом Президиума Верховного Совета РСФСР «За вклад в развитие Отечественной медицины» И. И. Брянов был удостоен почётного звания Заслуженный врач РСФСР.
Скончался 13 августа 2012 года в Москве, похоронен на Новодевичьем кладбище.

## Награды
- Орден Трудового Красного Знамени (17.06.1961)[3]
- Орден Отечественной войны II степени (06.04.1985)[7]
- Орден Красной Звезды (05.06.1943, 05.11.1954)
- Орден «Знак Почёта»[3]
- Медаль «За боевые заслуги» (15.11.1950)[1]
- Медаль «За победу над Германией в Великой Отечественной войне 1941—1945 гг.» (09.05.1945)
- Медаль «В память 800-летия Москвы» (20.09.1947)[3]

### Звания
- Заслуженный врач РСФСР (1969)